# Włodzimierz Stępiński (ur. 1949)
Włodzimierz Wojsław Stępiński (ur. 15 kwietnia 1949) – polski historyk, specjalizujący się w historii powszechnej XIX i XX, szczególnie Niemiec. Profesor nauk humanistycznych.

## Życiorys
Jest synem Bogusława Stępińskiego, członka redakcji pisma „Zadruga” (1937–39), więźnia politycznego w PRL, skazanego w sfingowanym procesie pokazowym w 1952.
Stopień naukowy doktora uzyskał w 1979 na podstawie pracy Życie gospodarcze Szczecina w pierwszej połowie XIX w. Habilitował się w 1990 na Uniwersytecie im. Adama Mickiewicza w Poznaniu na podstawie rozprawy Własność junkierska na Pomorzu Zachodnim w latach 1807–1914. 30 listopada 2001 otrzymał tytuł profesora.
Wykładowca na Uniwersytecie Szczecińskim.
W 2012 został członkiem prezydium Komitetu Nauk Historycznych PAN.
Publikował m.in. na łamach czasopism „Materiały Zachodniopomorskie”, „Zapiski Historyczne”, „Roczniki Historyczne” i „Przegląd Zachodniopomorski”.

## Publikacje książkowe
- Kamień Pomorski w XII i XIII wieku, Warszawa–Poznań 1975
- Przemiany kapitalistyczne w życiu gospodarczym Szczecina w pierwszej połowie XIX w., Warszawa–Poznań 1984
- Własność junkierska na Pomorzu Zachodnim w latach 1807–1914, Szczecin, t. 1–2,1989